# ناحیه ایشپمینگ، میشیگان
ناحیه ایشپمینگ (به انگلیسی: Ishpeming Township) یک منطقهٔ مسکونی در ایالات متحده آمریکا است که در شهرستان مارکت، میشیگان واقع شده‌است.
 ناحیه ایشپمینگ  ۳٬۵۱۳ نفر جمعیت دارد و ۴۴۱ متر بالاتر از سطح دریا واقع شده‌است.